# Periferia de Grecia Central
La periferia de Grecia Central (en griego: Περιφέρεια Στερεάς Ελλάδας, romanizado: Periféreia Stereás Elládas) es una de las 13 periferias (regiones administrativas) de Grecia. Está situada en la parte meridional del territorio continental, limitando al norte con Tesalia, al este con el mar Egeo, al sur con Ática y el golfo de Corinto, y al oeste con Grecia Occidental. Conforma una parte de la región geográfica de Grecia Central.
Tiene una extensión de 15 549 km² y una población de 605 329 habitantes en el año 2001.
La región es una de las más montañosas de Grecia. Su clima es de tipo mediterráneo al este, en la costa, y seco en el interior.
Comprende las unidades periféricas de Beocia, Eubea, Euritania, Fócide y Ftiótide.